# 関長治
関 長治（せき ながはる）は、美作国宮川藩の第2代藩主、のち備中国新見藩の初代藩主。新見藩関家2代。

## 生涯
明暦3年（1657年）9月6日、美作津山藩の第2代藩主（後に備中西江原藩の初代藩主）・森長継の六男（九男との説もある）として生まれる。寛文9年（1669年）5月、叔父の美作宮川藩主・関長政の養子となり、元禄2年（1689年）に家督を継いだ。元禄10年（1697年）、本家森家の津山藩が5代目襲封予定であった森衆利（長治の弟）の発狂により改易されたため、備中に移封されて新見藩を立藩した。
藩政においては新たな領国における藩政を固めるため、自ら率先して倹約に努め、植林や農業政策、牧畜政策を奨励し、商業政策にも従事して藩政の基礎を固めることに成功した。
享保10年（1725年）3月5日、兄・森長俊の次男・長広を養子として家督を譲り隠居する。元文3年（1738年）8月11日に死去した。享年82。

## 系譜
- 父：森長継（1610年 - 1698年）
- 母：湯浅氏
- 養父：関長政（1612年 - 1698年）
- 正室：成瀬正親の娘
- 養子
  - 男子：関長広（1694年 - 1732年） - 森長俊の次男